# تاگه دانیلسون
تاگه دانیلسون (سوئدی: Tage Danielsson؛ ‏ ۵ فوریهٔ ۱۹۲۸ – ۱۳ اکتبر ۱۹۸۵) کارگردان فیلم، بازیگر، فیلم‌نامه‌نویس، نویسنده، کمدین، مجری رادیو و شاعر اهل سوئد بود.
از فیلم‌هایی که وی در آن‌ها نقش داشته‌است، می‌توان به پی و بی و ناراست چون آب اشاره نمود.